# Othresypna umbrosa
Othresypna umbrosa är en fjärilsart som beskrevs av Butler 1881. Othresypna umbrosa ingår i släktet Othresypna och familjen nattflyn. Inga underarter finns listade i Catalogue of Life.